# Lisdeivis Víctores
Lisdeivis Víctores Pompa (L'Avana, 2 agosto 1974) è un'ex cestista cubana.

## Carriera
Con Cuba ha disputato due edizioni dei Giochi olimpici (Atlanta 1996, Sydney 2000), tre dei Campionati mondiali (1994, 1998, 2002) e i Campionati americani del 2003.